# PWS-10
El PWS-10 era un avión de combate polaco, construido por la firma PWS (Podlaska Wytwórnia Samolotów- Factoría Podlasiena de aeroplanos). Fue el primer caza de diseño polaco en ser producido en serie.

## Diseño y desarrollo
PWS inició en 1927 el primer trabajo de un monoplaza de caza de diseño nacional para cumplir un requisito del Departamento de Aeronáutica a fin de reemplazar al malogrado SPAD 61, una versión de exportación del caza francés Blériot-SPAD S.81 construido bajo licencia para la Fuerza Aérea Polaca. El SPAD 61C1, a pesar de la silueta moderna, ya durante las pruebas de vuelo reveló una serie de deficiencias: escasa resistencia estructural (especialmente rigidez) y susceptibilidad a su deformación durante las acrobacias aéreas. El PWS-10 tenía una construcción suficientemente fuerte y un motor probado, lo que aumentaba la seguridad. Sin embargo, su construcción era bastante pesada y la efectividad de los alerones demasiado pequeña para un caza, por lo que no resultó tener las mejores propiedades para realizar figuras acrobáticas.
Los principales diseñadores fueron Aleksander Grzędzielski y Augustyn Zdaniewski. En 1929 se construyó el primer prototipo que voló por primera vez en marzo de 1930. Al mismo tiempo, la compañía PZL había desarrollado el más moderno caza PZL P.1 ; a pesar de que el P.1 era un avión más capaz, el Ministerio de Guerra decidió que necesitaba más desarrollo, y ordenó una serie de 80 PWS-10 como medida temporal. En comparación con el producto de PZL, el PWS-10 era un diseño más clásico, un monoplano de ala en parasol y construcción mixta. La serie fue construida entre 1931 y 1932, siendo numerada del 5-1 al 5-80.
Una variante de PWS-10 era el biplano PWS-15, siendo básicamente un PWS-10 con otro par de alas. Se construyó un único prototipo para compararlo con un monoplano por propia iniciativa de la fábrica. Voló por primera vez en la primavera de 1931; ofrecía una mejor capacidad de maniobra y relación de escalada con una velocidad máxima ligeramente inferior; no llegó a entrar en producción.

### Descripción
Monoplano de construcción mixta con ala tipo parasol arriostrada con estructura revestida de lona y madera contrachapada. La estructura del fuselaje era de tubos de acero soldados en celosía, cubierto con duraluminio en la sección delantera y lona en la sección trasera. Alas elípticas de dos largueros, de construcción en madera, madera contrachapada y cubierta con lona. Estabilizadores, timón y elevador de construcción metálica cubierta de lona. La cabina era abierta con un parabrisas. Tren de aterrizaje fijo convencional con patín trasero. Propulsado por un motor en línea de 12 cilindros en W refrigerado por agua Lorraine-Dietrich 12Eb, construido bajo licencia por Polskie Zaklady Skodyà, Varsovia. Radiador de agua del tipo suspendido o Lamblin debajo del motor. Hélice de madera bipala de paso fijo. Depósito de combustible de 280 l en el fuselaje. Armado con dos ametralladoras Vickers fijas de 7,7 mm sincronizadas, en los laterales de la proa.

### Historia operativa
El PWS-10 entró en servicio en la Fuerza Aérea de Polonia a partir de 1932. Fue utilizado en escuadrillas nos. 122, 131, 132 y 141. Sus características de vuelo y rendimiento fueron mediocres. Tan pronto como en 1933 fueron reemplazados en unidades de combate por el PZL P.7 y trasladados a la Academia de la Fuerza Aérea en Dęblin. Algunos fueron utilizados allí al estallido de la Segunda Guerra Mundial y en el verano de 1939 todos los aviones restantes en condiciones de vuelo se reunieron en Ułęż.
A finales de 1936, durante la Guerra Civil Española ,20 PWS-10 fueron vendidos en secreto a las fuerzas sublevadas, (Portugal era el destinatario oficial), por el Sindicato de Exportación de la Industria de Armas" (en polaco: Syndykat Eksportu Przemysłu Wojennego ) SEPEWE . Los primeros quince aviones fueron enviados por vía marítima transportados en cajas y desembarcados el 5 de noviembre de 1936 en Vigo , siendo ensamblados por técnicos de PZL. El primer avión fue volado en diciembre de 1936 en la Escuela de Caza en León. Con estos aviones se formó en febrero de 1937 el Grupo de Caza nº 4 mandada por el capitán Ángel Salas Larrazábal. Más tarde dada su manifiesta obsolescencia no fueron utilizados para tal cometido, sino solo para entrenamiento de pilotos de combate en el aeródromo del El Copero , Sevilla, siendo posteriormente trasferidos a la Escuela de Transformación en Jerez de la Frontera , desde donde operaron entre abril de 1937 y finales de 1938. Los aviones españoles recibieron el nombre no oficial de Chiquita y Pavipollo, y tenían números del 4-1 al 4-20. Algunos se perdieron en accidentes o se desecharon, los once aparatos restantes se utilizaron hasta el final de 1938 y fueron dados de baja en 1939.
Durante la invasión alemana de Polonia en septiembre de 1939, eran demasiado obsoletos para ser utilizados en combate, y estaban dedicados al entrenamiento de tiro aéreo, pero algunos fueron utilizados para vuelos de reconocimiento en un improvisado grupo en Dęblin durante los primeros días de la guerra.

### Características generales
- Tripulación: 1
- Carga: 387 kg
- Longitud: 7,7 m
- Envergadura: 10,5 m
- Altura: 2,90 m
- Superficie alar: 18,25 m²
- Peso vacío: 1.113 kg
- Peso cargado: 1500 kg
- Peso máximo al despegue: 1550 kg
- Planta motriz:  lineal 12 cilindros en W refrigerado por agua Lorraine-Dietrich 12Eb.
  - Potencia: 336 kW (450 HP; 456 CV) cada uno.

### Rendimiento
- Velocidad nunca excedida (Vne): 240 km/h
- Velocidad crucero (Vc): 215 km/h
- Alcance: 520 km
- Techo de vuelo: 5900 m
- Régimen de ascenso: 5,8 m/seg
- Carga alar: 82.3 kg/m²

### Armamento
- Ametralladoras: 2× Vickers cal. 7,7 mm